# 李雷 (运动员)
李雷（1987年2月18日—），中国高山滑雪运动员。2008年得到第11届全国冬季运动会超级大回转冠军。2009年分别得到全国高山滑雪锦标赛大回转冠军、全国高山滑雪冠军赛小回转冠军。